# Чатгем-Боро (Нью-Джерсі)
Чатгем-Боро (англ. Chatham Borough) — місто (англ. borough) в США, в окрузі Морріс штату Нью-Джерсі. Населення — 9212 особи (2020).

## Географія
Чатгем-Боро розташований за координатами 40°44′26″ пн. ш. 74°23′4″ зх. д. / 40.74056° пн. ш. 74.38444° зх. д. (40.740686, -74.384480).  За даними Бюро перепису населення США в 2010 році місто мало площу 6,28 км², з яких 6,15 км² — суходіл та 0,13 км² — водойми.

### Клімат
| Клімат : Чатгем-Боро    | Клімат : Чатгем-Боро | Клімат : Чатгем-Боро | Клімат : Чатгем-Боро | Клімат : Чатгем-Боро | Клімат : Чатгем-Боро | Клімат : Чатгем-Боро | Клімат : Чатгем-Боро | Клімат : Чатгем-Боро | Клімат : Чатгем-Боро | Клімат : Чатгем-Боро | Клімат : Чатгем-Боро | Клімат : Чатгем-Боро | Клімат : Чатгем-Боро |
| Показник                | Січ.                 | Лют.                 | Бер.                 | Квіт.                | Трав.                | Черв.                | Лип.                 | Серп.                | Вер.                 | Жовт.                | Лист.                | Груд.                | Рік                  |
| Абсолютний максимум, °C | 22,8                 | 27,8                 | 31,7                 | 35,6                 | 36,1                 | 39,4                 | 41,7                 | 40,0                 | 37,2                 | 33,9                 | 28,9                 | 24,4                 | 41,7                 |
| Середній максимум, °C   | 3,9                  | 5,6                  | 10,6                 | 16,7                 | 22,8                 | 27,8                 | 30,0                 | 29,4                 | 25,6                 | 18,9                 | 12,8                 | 6,7                  | 17,6                 |
| Середній мінімум, °C    | −7,8                 | −6,7                 | −2,2                 | 3,3                  | 8,3                  | 13,9                 | 17,2                 | 16,1                 | 11,7                 | 4,4                  | 0,0                  | −4,4                 | 4,5                  |
| Абсолютний мінімум, °C  | −31,7                | −32,2                | −21,1                | −11,1                | −3,9                 | −0,6                 | 5,0                  | 1,7                  | −3,3                 | −10,6                | −20,6                | −26,7                | −32,2                |
| Норма опадів, мм        | 90                   | 74                   | 107                  | 109                  | 111                  | 119                  | 120                  | 112                  | 124                  | 118                  | 103                  | 105                  | 1293                 |
| ----------------------- | -------------------- | -------------------- | -------------------- | -------------------- | -------------------- | -------------------- | -------------------- | -------------------- | -------------------- | -------------------- | -------------------- | -------------------- | -------------------- |
| Джерело:                |                      |                      |                      |                      |                      |                      |                      |                      |                      |                      |                      |                      |                      |

## Демографія
Згідно з переписом 2010 року, у селищі мешкали 8962 особи в 3073 домогосподарствах у складі 2398 родин. Густота населення становила 1427 осіб/км².  Було 3210 помешкань (511/км²).
Расовий склад населення:
| - 91,1 % — білих - 4,9 % — азіатів - 1,0 % — чорних або афроамериканців - 0,2 % — корінних американців - 1,0 % — осіб інших рас |

До двох чи більше рас належало 1,8 %. Частка іспаномовних становила 5,1 % від усіх жителів.
За віковим діапазоном населення розподілялося таким чином: 33,5 % — особи молодші 18 років, 56,3 % — особи у віці 18—64 років, 10,2 % — особи у віці 65 років та старші. Медіана віку мешканця становила 38,0 року. На 100 осіб жіночої статі у селищі припадало 94,1 чоловіків;  на 100 жінок у віці від 18 років та старших — 89,9 чоловіків також старших 18 років.
Середній дохід на одне домашнє господарство  становив 213 408 доларів США (медіана — 142 765), а середній дохід на одну сім'ю — 249 025 доларів (медіана — 177 692). Медіана доходів становила 126 840 доларів для чоловіків та 69 048 доларів для жінок. За межею бідності перебувало 2,4 % осіб, у тому числі 0,9 % дітей у віці до 18 років та 4,2 % осіб у віці 65 років та старших.
Цивільне працевлаштоване населення становило 4279 осіб. Основні галузі зайнятості: фінанси, страхування та нерухомість — 21,6 %, освіта, охорона здоров'я та соціальна допомога — 19,6 %, науковці, спеціалісти, менеджери — 18,9 %.